# NOAD in het seizoen 1955/56
Het seizoen 1955/1956 was het tweede jaar in het bestaan van de Tilburgse betaaldvoetbalclub NOAD. De club kwam uit in de Hoofdklasse A en eindigde daarin op de negende plaats, in de nacompetitie voor een plek in de Eredivisie of Eerste divisie werd een plaats in de Eredivisie afgedwongen.

## Wedstrijdstatistieken

### Hoofdklasse A
|       | ADO   | Ajax  | Amsterdam | DOS   | EBOH  | Eindhoven | Excelsior | Fortuna '54 | HVC   | Limburgia | NAC   | Rigtersbleek | Roda Sport | Sparta | Stormvogels | Vitesse | VVV   |
| ----- | ----- | ----- | --------- | ----- | ----- | --------- | --------- | ----------- | ----- | --------- | ----- | ------------ | ---------- | ------ | ----------- | ------- | ----- |
| Thuis | 5 – 1 | 1 – 2 | 1 – 4     | 2 – 1 | 3 – 1 | 2 – 0     | 3 – 0     | 0 – 1       | 3 – 0 | 1 – 2     | 3 – 1 | 3 – 0        | 3 – 1      | 0 – 0  | 2 – 3       | 2 – 2   | 0 – 6 |
| Uit   | 2 – 0 | 0 – 0 | 0 – 0     | 7 – 3 | 1 – 1 | 1 – 1     | 2 – 1     | 1 – 1       | 2 – 2 | 2 – 1     | 0 – 1 | 0 – 1        | 1 – 2      | 3 – 3  | 1 – 2       | 2 – 2   | 5 – 0 |

#### Nacompetitie
| Speelronde 1                                                                                         | KFC                                                                   | 1 – 4 (0 – 2)                | NOAD                                                        |
| 17 juni 1956 Plaats: Amsterdam Olympisch Stadion Toeschouwers: 16.000 Scheidsrechter: Wim Beltman    | Klaas Molenaar 55'                                                    |                              | 12' Jan Meijer 37', 61' (pen.) Frits Louer 82' Bart Janssen |
| Speelronde 2                                                                                         | NOAD                                                                  | 3 – 1 (2 – 1)                | GVAV                                                        |
| 23 juni 1956 Plaats: Tilburg Industriestraat Toeschouwers: 8.000 Scheidsrechter: Andries van Leeuwen | Frits Louer 6' Jan Meijer 20' Tini van Osch 54'                       |                              | 15' Rikkert La Crois                                        |
| Speelronde 3                                                                                         | RCH                                                                   | 1 – 2 (1 – 2)                | NOAD                                                        |
| 27 juni 1956 Plaats: Heemstede Sportparklaan Toeschouwers: 11.000 Scheidsrechter: Piet Roomer        | Lodewijk van Braam 23'                                                |                              | 7', 9' Tini van Osch                                        |
| Speelronde 4                                                                                         | NOAD                                                                  | 2 – 1 (2 – 0)                | Hermes DVS                                                  |
| 1 juli 1956 Plaats: Tilburg Industriestraat Toeschouwers: 6.500 Scheidsrechter: Jan Bronkhorst       | Frits Louer 14' Jan Rombout 29'                                       |                              | 54' Leo Janse                                               |
| Speelronde 5                                                                                         | NOAD                                                                  | 2 – 0 (1 – 0)                | KFC                                                         |
| 4 juli 1956 Plaats: Tilburg Industriestraat Toeschouwers: 6.500 Scheidsrechter: Leo Horn             | Cees Molenaar 24' (e.d.) Jef Dirckx 90'                               |                              |                                                             |
| Speelronde 6                                                                                         | GVAV                                                                  | 5 – 1 (1 – 1)                | NOAD                                                        |
| 8 juli 1956 Plaats: Groningen Oosterpark Toeschouwers: 12.000 Scheidsrechter: Wim Beltman            | Johnny de Grooth 31' Piet de Koe 76', 86' (pen.) Alie Kruger 81', 90' |                              | 43' Tini van Osch                                           |
| Speelronde 7                                                                                         | NOAD                                                                  | 4 – 2 (0 – 1)                | RCH                                                         |
| 15 juli 1956 Plaats: Tilburg Industriestraat Toeschouwers: 2.000                                     | Jef Dirckx 61' Jan Meijer 63', 76' Groenen 83'                        |                              | 6', 52' Loek Biesbrouck                                     |
| Speelronde 8                                                                                         | Hermes DVS                                                            | Wedstrijd niet meer gespeeld | NOAD                                                        |
| 18 juli 1956 Plaats: Rotterdam De Kuip                                                               |                                                                       |                              |                                                             |

## Statistieken NOAD 1955/1956

### Eindstand NOAD in de Nederlandse Hoofdklasse A 1955 / 1956
| Stand | Gespeeld | Gewonnen | Gelijk | Verloren | Punten | Doelpunten voor | Doelpunten tegen |
| ----- | -------- | -------- | ------ | -------- | ------ | --------------- | ---------------- |
| 9e    | 34       | 13       | 10     | 11       | 36     | 55              | 55               |

### Topscorers
| #              | Naam                      | Goal |
| -------------- | ------------------------- | ---- |
| 1.             | Frits Louer               | 13   |
| 2.             | Jan van Leeuwen           | 12   |
| 3.             | Tini van Osch             | 7    |
| 4.             | Tonny Mooy                | 6    |
| 5.             | Jan Meijer                | 4    |
| 5.             | Jan Rombout               | 4    |
| 7.             | Gerrit Verreijt           | 3    |
| 8.             | Bart Janssen              | 2    |
| 9.             | Jef Dirckx                | 1    |
| 9.             | Hein Mollen               | 1    |
| 9.             | Willie van Nieuwamerongen | 1    |
| Eigen doelpunt |                           |      |
| –              | Piet Luyten (EBOH)        | 1    |
| Totaal         | Totaal                    | 55   |

| #              | Naam                | Goal |
| -------------- | ------------------- | ---- |
| 1.             | Frits Louer         | 4    |
| 1.             | Jan Meijer          | 4    |
| 1.             | Tini van Osch       | 4    |
| 4.             | Jef Dirckx          | 2    |
| 5.             | Groenen             | 1    |
| 5.             | Bart Janssen        | 1    |
| 5.             | Jan Rombout         | 1    |
| Eigen doelpunt |                     |      |
| –              | Cees Molenaar (KFC) | 1    |
| Totaal         | Totaal              | 18   |